# سيمنز للتنقل
سيمنز للتنقل (بالألمانية: Siemens Mobility) هي فرع من شركة سيمنز. من خلال مقرها الرئيسي العالمي في ميونيخ، تمتلك الشركة أربع وحدات أعمال أساسية: إدارة التنقل، المخصصة لتكنولوجيا السكك الحديدية وأنظمة المرور الذكية، وكهربة السكك الحديدية، والعربات الدارجة، وخدمات العملاء.

## المنتجات

### القاطرات
- فيكترون
- آسيارانر
- يورونر
- يوروسبرنتر
- إي 40 إيه جي -في 1 (إي 40 إيه سي)
- كوريل كلاس 8200
- ان اس بي دي 6
- ان اس بي دي 8
- أمتراك سيتيز سبرينتر (إي سي إس-64)
- شاحن
- سنب فئة 77
- في إس إف تي جي 322

### قطارات تعمل بالكهرباء/ الديزل
- آي سي إكس
- أو بي بي فئة 4011
- أو بي بي كلاس 4020
- فيلارو الاتحاد النقدي الأوروبي

1. يوروستار e320
2. تي سي دي دي إتش تي 80000
3. سي أر إتش 3

- ميريو الاتحاد الاقتصادي والنقدي
- ديسيرو يعمل بالكهرباء/ الديزل

1. ديزيرو ذات الطابقين
2. السكك الحديدية البريطانية فئة 185
3. السكك الحديدية البريطانية فئة 350
4. السكك الحديدية البريطانية فئة 360
5. السكك الحديدية البريطانية فئة 380
6. السكك الحديدية البريطانية فئة 444
7. السكك الحديدية البريطانية فئة 450
8. السكك الحديدية البريطانية فئة 700
9. السكك الحديدية البريطانية فئة 707
10. السكك الحديدية البريطانية فئة 717

- السكك الحديدية البريطانية فئة 332 - هيكل السيارة من صنع شركة البناء وخدمات السكك الحديدية الأخرى
- السكك الحديدية البريطانية فئة 333 - هيكل السيارة من صنع شركة البناء وخدمات السكك الحديدية الأخرى
- نيكساس

### مركبات الركاب
- فينتشر
- فياجيو كلاسيك
- فياجيو كومفورت
- فياجيو لايت
- فياجيو توين - حافلة ذات طابقين

### سكة حديدية خفيفة/ترام
- مركبة السكك الحديدية الخفيفة إس 700 في سان دييغو، كاليفورنيا، الولايات المتحدة.
- الجيل الأول: يو 2
- الجيل الثاني: إس دي-100/إس دي-160، إس دي-400/إس دي -460، إس دي 660
- الجيل الثالث: إس 200، إس 700/إس 70
- أفينيو
- كومبينو
- ترام ذو أرضية منخفضة للغاية
- بي 2000

### محرك الناس
- سلسلة فال- تم الحصول عليها من ماترا

1. فال 208 - يستخدم من قبل سي دي جي فال، ومترو رين، وخط يو، ومترو تورينو
2. فال 206 - يستخدم من قبل أورليفال، تولوز ميترو
3. إيرفال - يستخدمه مطار سوفارنابومي

### مترو / مترو الانفاق
- عربات مترو إنسبيرو في وارسو، بولندا
- مترو الأنفاق في سنغافورة سي 651
- مترو وحدات
- إنسبيرو
- ترين أوربانو - مجموعة قطار مخصصة
- الخط الأزرق (إم بي تي إيه) - مجموعة قطارات مخصصة
- مترو تايبيه سي 321
- مترو تايبيه سي 341

### ماجليف
- ترانسرابيد (شنغهاي)

### الخدمات الرقمية
- وحدة التقاط البيانات (دي سي يو) - اتصال آمن[3]
- رايليجنت (سي إس) - تحليلات البيانات[4]
- رايلمول (سي إس) - التجارة الإلكترونية في قطع الغيار
- الحلول متعددة الوسائط (آي إم إس) - تطبيقات الركاب (التخطيط والتذاكر الإلكترونية)